# Vlasta Knezović
Vlasta Knezović (Varaždin, 28. veljače 1948.), hrvatska je kazališna, televizijska i filmska glumica.

## Filmografija

### Televizijske uloge
- "Larin izbor" kao Kike (2011.)
- "Bitange i princeze" kao Lady Mi-ri-ana Picić (2006. – 2007.)
- "Tražim srodnu dušu" (1990.)
- "Velo misto" kao Marjeta (1980. – 1981.)
- "Punom parom" kao Ljerka (1978.)
- "Tale" kao Begovica (1977.)
- "U registraturi" kao Dorica Zorković (1974.)
- "Čovik i po" kao Šljivica (1974.)
- "Prosjaci i sinovi" kao Zlatka Vrtirepka (1972.)

### Filmske uloge
- "Slučajna suputnica" kao Vanjina mama (2004.)
- "Heimkehr" kao Anica (2004.)
- "Blagajnica hoće ići na more" kao Miljenkova žena (2000.)
- "Novogodišnja pljačka" kao Vilma Novak (1997.)
- "Sokica" (1996.)
- "Posebna vožnja" (1995.)
- "Razvod na određeno vreme" kao Kosa (1986.)
- "Zadarski memento" kao Marija (1984.)
- "Moj tata na određeno vreme" kao Kosa (1982.)
- "Rad na određeno vreme" kao Milutinova žena (1980.)
- "Debeli 'lad" (1978.)
- "Posjeta" (1977.)
- "Tri jablana" kao Vesna (1976.)
- "Lj - Ubiti" (1976.)
- "Doktor Mladen" kao Danica (1975.)
- "Jauci sa Zmijanja" kao Mrguda (1974.)
- "Polenov prah" (1974.)
- "Živjeti od ljubavi" kao Minja (1973.)
- "Harmonika" (1972.)

## Vanjske poveznice
- Vlasta Knezović u internetskoj bazi filmova IMDb-u (engl.)
- Stranica na Gavella.hr  Arhivirana inačica izvorne stranice od 7. rujna 2009. (Wayback Machine)